# 社台 (名古屋市)
社台（やしろだい）は、愛知県名古屋市名東区の地名。現行行政地名は社台一丁目から社台三丁目。住居表示未実施。

## 地理
名古屋市名東区中央部に位置する。東は上社一丁目、西は平和が丘四丁目、南は高社一丁目・高社二丁目・一社三丁目、北はよもぎ台三丁目・社口一丁目・社口二丁目に接する。

## 歴史

### 町名の由来
大字一社および大字上社に共通する「社」と丘陵地を意味する「台」を組み合わせた命名であるという。

### 沿革
- 1976年（昭和51年）
  - 10月3日 - 名東区猪高町大字一社の一部により、同区社台一丁目から社台三丁目がそれぞれ成立する[1]。西一社土地区画整理組合の換地処分による[4]。
  - 10月10日 - 一丁目に猪高町大字猪子石の一部が編入される[1]。平和ヶ丘土地区画整理組合の換地処分による[4]。
- 1977年（昭和52年）1月23日 - 一丁目に猪高町大字猪子石の一部が編入される[1]。平和ヶ丘南部土地区画整理組合の換地処分による[4]。
- 1984年（昭和59年）2月11日 - 一丁目〜三丁目に猪高町大字上社の一部がそれぞれ編入される[1]。上社土地区画整理組合の換地処分による[4]。
- 1986年（昭和61年）5月3日 - 一丁目に猪高町大字猪子石の一部が編入される[1]。猪子石土地区画整理組合の換地処分による[4]。

## 世帯数と人口
2019年（平成31年）4月1日現在の世帯数と人口は以下の通りである。
| 丁目       | 世帯数    | 人口    |
| ---------- | --------- | ------- |
| 社台一丁目 | 631世帯   | 1,311人 |
| 社台二丁目 | 610世帯   | 1,452人 |
| 社台三丁目 | 1,426世帯 | 2,958人 |
| 計         | 2,667世帯 | 5,721人 |

### 人口の変遷
国勢調査による人口の推移
| 2000年（平成12年） | 4,780人 | [ WEB 6 ] |  |
| 2005年（平成17年） | 4,937人 | [ WEB 7 ] |  |
| 2010年（平成22年） | 5,349人 | [ WEB 8 ] |  |
| 2015年（平成27年） | 5,564人 | [ WEB 9 ] |  |

## 学区
市立小・中学校に通う場合、学校等は以下の通りとなる。また、公立高等学校に通う場合の学区は以下の通りとなる。
| 丁目       | 番・番地等 | 小学校                 | 中学校               | 高等学校 |
| ---------- | ---------- | ---------------------- | -------------------- | -------- |
| 社台一丁目 | 全域       | 名古屋市立北一社小学校 | 名古屋市立猪高中学校 | 尾張学区 |
| 社台二丁目 | 全域       | 名古屋市立北一社小学校 | 名古屋市立猪高中学校 | 尾張学区 |
| 社台三丁目 | 全域       | 名古屋市立猪高小学校   | 名古屋市立猪高中学校 | 尾張学区 |

## 交通
- 国道302号（名古屋環状2号線）
  - 名古屋第二環状自動車道 上社インターチェンジ
- 愛知県道60号名古屋長久手線（東山通）[2]
- 名古屋市営地下鉄東山線[注釈 1][2]

## 施設
- 名東第三緑化木公園[2]
- 愛知県立千種高等学校[2]
- 西一社第二公園[2]

## その他

### 日本郵便
- 郵便番号 : 465-0092[WEB 3]（集配局：名東郵便局[WEB 12]）。